# Magyar Népköltési Gyüjtemény
A Magyar Népköltési Gyüjtemény egy magyar néprajzi–irodalomtörténeti könyvsorozat volt, amely két időszakaszban, a XIX. század közepén és a XX. század elején jelent meg.

## I. sorozat
Az I. sorozat Pesten Beimel József kiadásában jelent meg az 1840-es években, és mindössze 3 kötet tartalmazott:
- I. kötet (XII, 477 és 14 l.), 1848
- II. kötet (VII, 478 l. és 18 lev.), 1847
- III. kötet (VI, 332 és 2 l.), 1848

## II. sorozat
Hosszú kihagyással, 1902-től folytatódott a sorozat Magyar Népköltési Gyüjtemény – Új folyam alcímmel. Ezt az újabb sorozatot a Kisfaludy Társaság megbízásából Vargha Gyula szerkesztette, és az Athenaeum Rt. jelentette meg Budapesten 1902–1914 között. A sorozat 9 kötetet tartalmazott:
- IV. kötet: Regős énekek, gyűjtötte dr. Sebestyén Gyula. (XV, 376 l., IV mell.) 1902
- V. kötet: Sebestyén Gyula: A regősök, (XVI, 505 l., XIX mell.) 1902
- VI. kötet: Somogymegye népköltése, gyűjtötte, rendezte és értelmező jegyzetekkel kiegészítette: Vikár Béla. (XII, 472 l.) 1905
- VII. kötet: Székelyföldi gyűjtés, gyűjtötte és szerkesztette Mailand Oszkár. (XXVI, 574 l.) 1905
- VIII. kötet: Dunántúli gyűjtés, gyűjtötte és szerkesztette dr. Sebestyén Gyula. (XXVI, 599 l.) 1906
- IX. kötet: Népmesék Heves- és Jász-Nagykún-Szolnok megyéből, gyűjtötte Berze Nagy János. Jegyzetekkel kiegészítette Katona Lajos. (XIX, 578 l.) 1907
- X. kötet: Hétfalusi csángó népmesék, gyűjtötte és jegyzetekkel ellátta Horger Antal. (464 l.) 1908
- XI–XII. kötet: Kriza János: Vadrózsák, székely népköltési gyűjtemény, „Kriza János születésének századik évfordulója alkalmából kiadja a Kisfaludy-Társaság”. (XXXIX, 478, 468 l.) 1911
- XIII. kötet: Ipolyi Arnold népmese gyüjteménye, szerk.: Kálmány Lajos. (XXXII, 532 l.) 1914